# Bases aériennes de la Garde côtière des États-Unis
Une base aérienne de la Garde côtière fournit un appui aérien à la Garde côtière américaine. La Garde côtière exploite environ 210 aéronefs à partir de 24 bases aériennes situées aux États-Unis. Les avions à voilure fixe, tels que le HC 130 Hercules, sont conçus pour des missions à longue portée et opèrent à partir de bases aériennes. Les hélicoptères HH-65 Dolphin et Sikorsky HH-60 Jayhawk fonctionnent également à partir d'aéroports, d'installations aériennes et de navires possédant un plot hélicoptère.

## Premier District
| Base                                               | Lieu       | Ouverture | Fermeture | Notes | Référence |
| -------------------------------------------------- | ---------- | --------- | --------- | --- | --------- |
| Coast Guard Air Station Brooklyn                   | Brooklyn   | 1936      | 1998      | | [ 1 ]     |
| Coast Guard Air Station Cape Cod (en)              | Sandwich   | 1970      |           | Situé sur la Otis Air National Guard Base. Elle possède des hélicoptères HH-60J Jayhawk et des avions HC-144 Ocean Sentry et assure une couverture à partir de la frontière canado-américaine jusqu'à Long Island, dans l'État de New York. | [ 2 ]     |
| Coast Guard Air Station Salem (en)                 | Salem      | 1935      | 1970      | | [ 3 ]     |
| Coast Guard Aviation Station Ten Pound Island (en) | Gloucester | 1925      | 1935      | | [ 4 ]     |

## Cinquième District
| Base                                   | Lieu           | Ouverture | Fermeture | Notes | Référence |
| -------------------------------------- | -------------- | --------- | --------- | --- | --------- |
| Coast Guard Air Station Atlantic City  | Atlantic City  | 1998      |           | Situé à l'aéroport international d'Atlantic City, dans le New Jersey, il fournit des équipages et des aéronefs dans la région de Washington, dans le cadre de l'opération Noble Eagle, une mission du département de la défense (NORAD) visant à protéger l'espace aérien autour de la capitale. | [ 5 ]     |
| Coast Guard Air Station Elizabeth City | Elizabeth City | 1940      |           | Les gardes-côtes enrôlés dans l'aviation reçoivent leur formation aéronautique initiale au centre de formation technique à l'aviation (ATTC), qui est colocalisé avec le AirSta à Elizabeth City, en Caroline du Nord. Ces deux centres (AirSta et ATTC) sont des entités distinctes.            | [ 6 ]     |
| Coast Guard Air Facility Norfolk       | Norfolk        | 1987      | 1989      | | [ 7 ]     |
| Coast Guard Air Station Washington     | Arlington      | 1952      |           | | [ 8 ]     |
| Coast Guard Air Station Morehead City  | Morehead City  | 1920      |           | | [ 9 ]     |

## Septième District
| Base                                    | Lieu       | Ouverture | Fermeture | Notes                                                                                  | Référence |
| --------------------------------------- | ---------- | --------- | --------- | -------------------------------------------------------------------------------------- | --------- |
| Coast Guard Air Station Clearwater (en) | Clearwater | 1934      |           | Situé à l'aéroport international de St. Petersburg-Clearwater.                         | [ 10 ]    |
| Coast Guard Air Station Miami (en)      | Opa-locka  | 1932      |           | Situé à l'aéroport Opa-locka.                                                          | [ 11 ]    |
| Coast Guard Air Station Savannah        | Savannah   | 1963      |           | Situé à Hunter Army Airfield                                                           | [ 12 ]    |
| Coast Guard Air Station Borinquen (en)  | Aguadilla  | 1971      |           | Situé à l'aéroport international Rafael Hernandez, anciennement base aérienne de Ramey | [ 13 ]    |

## Huitième District
| Base                                        | Lieu           | Ouverture | Fermeture | Notes                                                    | Référence |
| ------------------------------------------- | -------------- | --------- | --------- | -------------------------------------------------------- | --------- |
| Coast Guard Air Station Houston (en)        | Houston        | 1963      |           | Situé à Ellington Field Joint Reserve Base               | [ 14 ]    |
| Coast Guard Air Station Corpus Christi (en) | Corpus Christi | 1950      |           | Situé à l'aéroport international de Corpus Christi       | [ 15 ]    |
| Coast Guard Air Station New Orleans (en)    | Belle Chasse   | 1955      |           | Situé à Naval Air Station Joint Reserve Base New Orleans | [ 16 ]    |
| Coast Guard Aviation Training Center (en)   | Mobile         | 1966      |           | Situé à l'aéroport régional de Mobile                    | [ 17 ]    |
| Coast Guard Air Station Biloxi              | Biloxi         | 1935      | 1966      | Situé à l'aéroport municipal de Biloxi                   | [ 18 ]    |
| Air Patrol Detachment El Paso               | El Paso        | 1937      | 1939      | Situé à Fort Sam Houston                                 | [ 19 ]    |

## Neuvième District
| Base                                       | Lieu          | Ouverture | Fermeture | Notes                                            | Référence |
| ------------------------------------------ | ------------- | --------- | --------- | ------------------------------------------------ | --------- |
| Coast Guard Air Station Detroit            | Détroit       | 1966      |           | Situé à Selfridge Air National Guard Base        | [ 20 ]    |
| Coast Guard Air Station Traverse City (en) | Traverse City | 1946      |           | Situé à l'aéroport de Cherry Capital             | [ 21 ]    |
| Air Facility Muskegon                      | Muskegon      | N/C       |           | Détachement de la base aérienne de Detroit       | [ 20 ]    |
| Air Facility Waukegan                      | Waukegan      | N/C       |           | Détachement de la station aérienne Traverse City | [ 21 ]    |

## Onzième District
- Coast Guard Air Station Humboldt Bay (en), Californie
- Coast Guard Air Station Sacramento, Californie: McClellan Air Force Base (en)
- Coast Guard Air Station San Francisco, Californie
- Coast Guard Air Station Los Angeles, Californie: Cette station aérienne a été créée en 1962 et jouxte le complexe de l'aéroport international de Los Angeles, où 3 hélicoptères HH-65 Dolphin sont garés dans des hangars. Les sauveteurs océaniques de l'USCG et du Los Angeles County Fire Department participent à la formation Helo Operations sur la côte du comté de Los Angeles, en Californie. Il devrait fermer ses portes et déménager à la base navale du comté de Ventura (NBVC) à l'été 2016.
- Coast Guard Air Station San Diego, Californie

## Treizième District
- Coast Guard Air Station Astoria (en), Oregon
- Coast Guard Air Station North Bend (en), Oregon
- Coast Guard Air Station Port Angeles, Washington

## Quatorzième District
- Coast Guard Air Station Barbers Point, Hawaii
- Sangley Point
- SAR Wake
- SAR Midway
- Air Detachment Kaneohe, Hawaii
- Air Detachment Guam

## Dix-septième District
| Base                           | Lieu    | Ouverture | Fermeture | Notes | Référence |
| ------------------------------ | ------- | --------- | --------- | --- | --------- |
| Base des garde-côtes de Kodiak | Kodiak  | 1947      |           | Situé à l'aéroport de Kodiak                                                                                       | [ 22 ]    |
| Coast Guard Air Station Sitka  | Sitka   | 1977      |           | La région s'étend du sud-est de l'Alaska à la frontière entre l'Alaska et le Canada et le centre du golfe d'Alaska | [ 23 ]    |
| Air Support Facility Cordova   | Cordova |           |           | | [ 24 ]    |